# Армия спасения
А́рмия спасе́ния (англ. The Salvation Army) — международная христианская и благотворительная организация, фактически ставшая протестантской деноминацией. Она была основана как христианская миссия в 1865 году в Англии методистским проповедником Уильямом Бутом и его женой Екатериной для проповеди бедным и обездоленным, а в 1878 году была реорганизована по типу армии и названа Армией спасения.
В 1880-е годы Армия спасения начала развивать социальное служение, оказывая помощь нуждающимся, основывала различные благотворительные учреждения, такие как ночлежки для бездомных, приюты для инвалидов, мастерские для безработных, больницы для алкоголиков, убежища для проституток, ясли для брошенных детей и тому подобное. В эти же годы Армия спасения стала распространять свою деятельность в разные страны мира. В настоящее время она охватывает более 130 стран. Её штаб-квартира находится в Лондоне. В Российской империи и советской России Армия спасения работала с 1913 по 1923 годы и в современной России она присутствует с 1991 года.

## История

### Зарождение

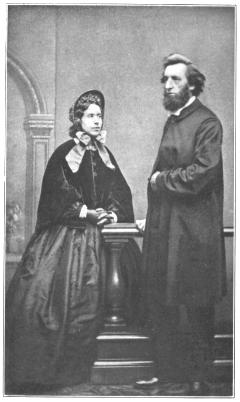
Уильям и Екатерина Бут, основатели Армии спасения (1862)

Армия спасения была создана методистским проповедником Уильямом Бутом совместно с его женой Екатериной:98. Ещё в юности Уильям Бут ощутил желание проповедовать Евангелие людям, далёким от церкви, которые посещали кабаки и притоны, вели неправедный образ жизни, были нищими и обездоленными. Бут видел, что церкви Британии мало привлекают таких людей. В дальнейшем, начав проповедовать людям из «низов» общества, Уильям и Екатерина постепенно пришли к осознанию, что одной проповеди недостаточно, но необходимо оказать помощь в изменении условий жизни людей, чтобы у них были пища, одежда и работа:99. В то время в Англии насчитывалось порядка трёх миллионов нищих, что составляло десятую часть населения:99. Уильям Бут и почти все его первые соратники (кроме Екатерины, которая происходила из обеспеченной семьи) были выходцами из небогатых социальных слоёв населения: одни из них, в лучшем случае, относились к респектабельной части рабочего класса, другие же были очень бедны. Многие первые лидеры Армии спасения по собственному опыту знали, что представляет собой бедность, и как мало христианского просвещения проникает в городские трущобы. Вместе с Уильямом Бутом они чувствовали себя призванными нести в эти трущобы весть о том, что Бог одинаково любит всех людей.
Армия спасения возникла в 1865 году после того, как Уильям Бут произнёс проповедь под открытым небом у паба под названием «Слепой нищий». Проходя летом этого года по восточной части Лондона, Бут встретил группу христиан, заинтересованных в работе среди простого народа, которая называлась Комитет специального служения Восточного Лондона. В тот момент группа проводила проповеди около паба и предложила выступить Буту. После речи Бута они попросили его проповедовать так же тем же вечером в палатке, установленной на квакерском кладбище. Затем они пожелали, чтобы он продолжал проповедовать в палаточных собраниях и вскоре обратились к нему с просьбой руководить их служением. Бут согласился и учредил Христианскую ассоциацию возрождения. Датой возникновения организации считается 2 июля 1865 года, когда Уильям Бут провёл первое воскресное богослужение на квакерском кладбище. Новое движение неоднократно меняло свои названия. В более организованной форме оно стало называться Христианским союзом возрождения Восточного Лондона и Христианским обществом возрождения Восточного Лондона:97:13. В восточной части Лондона исторически проживает бедная часть населения:98, во времена Уильяма Бута там были трущобы, поэтому упоминание Восточного Лондона входило в название союза и общества. В 1867 году организация снова изменила название, став Христианской Миссией Восточного Лондона, а в 1869 или 1870 году, когда работа расширилась, она стала называться просто Христианской Миссией:13. В 1867 году Миссия насчитывала всего 10 посвящённых работе в ней членов, но к 1874 году в Миссии работало уже около 1000 волонтёров и 42 евангельских проповедника.

### Реорганизация
В 1878 году Уильям Бут реорганизовал Миссию по типу армии. Организация получила название Армии спасения, а Бут стал её генералом. Служащие в Армии делились на солдат и офицеров. Солдаты занимались обычной работой, как остальные люди, но свободное время посвящали делам Армии спасения. Офицеры же полностью посвящали себя делам Армии спасения и получали за это небольшое жалование. Офицеры имели различные чины и командовали в зависимости от чина различными объединениями. Исследователи отмечают, что появление воинской структуры имело некоторые причины. В частности, было необходимо поддерживать соблюдение жёсткой дисциплины среди недавних воров и пьяниц, обратившихся к вере. Кроме того, было нужно обеспечить защиту от противников из числа содержателей трактиров и притонов, которые в 70-80-е годы XIX столетия совершали физические нападения на последователей Армии спасения, поскольку из-за них лишались своих клиентов:101-102.
Армия спасения обрела не только военную структуру, но и новый имидж. Служащие в ней стали использовать жаргон и метафоры, взятые из армейского лексикона:20, носить форму по военному образцу, проводить шествия, подобные военным, использовать ударные инструменты, знамёна и военную атрибутику, а также петь религиозные песни под музыку в популярном стиле и вводить различные другие нововведения. Всё это больше привлекало простой народ из рабочего класса, чем традиционные проповеди:2.

### Социальная и благотворительная работа

#### Развитие инициатив

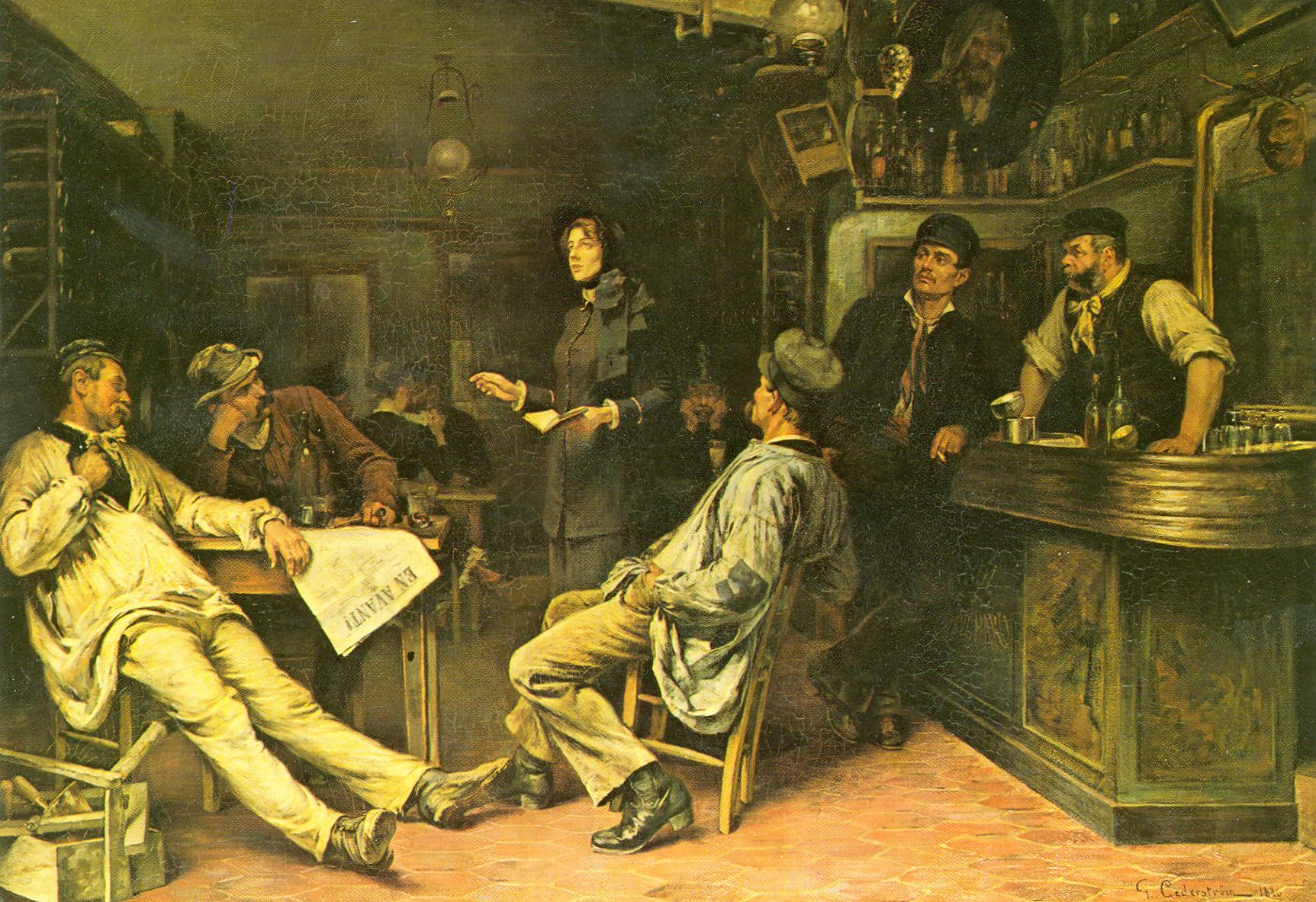
Кейт Бут, дочь Уильяма и Екатерины, в парижском пабе. Худ. Густав Седерстрём, Армия спасения (1886)

С самого начала возникновения Армия спасения была нацелена на проповедь среди самых бедных и это поставило её перед необходимостью благотворительной помощи таким людям. Уже в 1867 году Уильям Бут сообщал, что Христианская миссия раздавала суп и хлеб больным холерой:521. В 1870 году Екатерина Бут инициировала социальную программу под названием «Пища для миллиона», чтоб помогать бедным людям. Миссия открыла пять точек в Восточном Лондоне, где можно было в любое время суток получить горячий суп, а также купить скромный ужин за небольшую плату. Однако, из-за недостатка финансирования программа была прекращена:197. Армия спасения не занималась целенаправленной социальной работой до середины 1880-х годов. Уильям Бут был сосредоточен на проповеди, при помощи которой он хотел привести людей к вере, духовному возрождению и святости. Поначалу ему казалось, что социальная деятельность лишь отвлечёт людей от главного — вопроса спасения души, и что только спасение «оденет нагих», «изменит их несчастные сердца и сделает их счастливыми». По мнению исследователя истории Армии спасения Нормана Мердока, такая сосредоточенность на проповеди при недостаточном внимании к социальной работе привела к прекращению роста Армии спасения к 1886 году:113.
Некоторые служащие Армии спасения были озабочены решением проблемы нищеты. Некоторые женщины Армии спасения начали открывать убежища для бедных женщин. Другие заметили, что ирландцы и иммигранты из Южной и Восточной Европы не принимают их проповедь из-за того, что воспринимают её чуждой своей культуре, но эти люди жили в трущобах и нуждались в помощи. Так в Армии спасения стали понемногу появляться инициативы социальной работы. Некоторое время между социально ориентированными и «возрожденчески»-ориентированными служащими Армии спасения были противоречия. В период между 1883 и 1890 годами социально ориентированные соратники Уильяма Бута обсуждали с ним вопрос решения проблемы нищеты, склоняя его к необходимости социальных реформ. Бут больше всего был озабочен привлечением к вере обитателей трущоб, но именно там обнаружился особенный спад интереса к религиозным службам Армии спасения, что дополнительно побуждало его искать новые методы работы:113-114.
В итоге Армия спасения стала развивать стратегии, дополняющие духовную деятельность социальной работой. В 1880-е годы Армия спасения основывала различные благотворительные учреждения, такие как ночлежки для бездомных, приюты для инвалидов, мастерские для безработных:99. Появились дома матери и ребёнка, где молодые женщины находились в период беременности и родов. Во время крупной забастовки в Лондоне 1889 года 120 000 рабочих оказались без работы, и Армия спасения стала известна благодаря предоставлению им гуманитарной помощи. 10 000 голодных рабочих получили недорогое питание, бесплатное питание было роздано 1200 женщинам и детям. По мере открытия новых приютов стала понятна необходимость оказать помощь мужчинам в поиске работы. В 1890 году было открыто бюро по трудоустройству и в течение первых трёх месяцев с его помощью было трудоустроено примерно 200 человек. Но несмотря на усилия Армии спасения, выйти из состояния нищеты удавалось очень немногим в сравнении с огромными массами людей, продолжающими жить в нищете. В таких условиях возникала необходимость найти решение в широком и всеобъемлющем масштабе:521-522.

#### «В трущобах Англии»
Среди социально ориентированных служащих Армии спасения особую роль играл Фрэнк Смит. Уильям Бут послал его в качестве комиссара Армии спасения в США. В США Смит познакомился с работами политического экономиста Генри Джорджа. Кроме того, он путешествовал в Голландию, Данию, Швецию, чтоб изучить фермерские коллективные хозяйства и иммиграционные программы. Знания социальных теорий Фрэнка Смита помогли Уильяму Буту разработать систему социальной помощи:510. В 1880-е годы Бут изложил свою социальную программу в книге «In Darkest England and the Way Out»; в русском переводе «В трущобах Англии и выход из положения» (1891):100. Писать книгу ему помогал журналист Уильям Томас Стед, бывший горячим сторонником Армии спасения. Книга предложила глобальное решение проблемы нищеты:522. По свидетельству Стеда в его биографическом очерке о Уильяме Буте, опыт Смита привёл к публикации книги Бута:510.
Фрэнк Смит впоследствии на некоторое время оставил служение в Армии спасения, чтобы включиться в политическую деятельность. Он стал фабианским социалистом и участвовал в выборах как кандидат от Лейбористской партии. Среди соратников Уильяма Бута были люди, имевшие разные взгляды на реформы:511. Армия спасения объединила в конечном счёте религиозную деятельность с социальной. По мнению некоторых российских авторов, взгляды, отражённые в книге «В трущобах Англии», имеют немало общего с идеями утопического социализма, в частности, Роберта Оуэна. Существенным отличием взглядов Бута от взглядов Оуэна является то, что Бут не снимал ответственности с людей за их грехи, призывая их к вере, исправлению жизни и служению ближним. Он писал, что первым условием успеха социальной реформы является изменение самого человека:100.
Книга Бута объёмом 300 страниц была опубликована в октябре 1890 года. К ноябрю 1891 года было выпущено уже пятое издание тиражом 200.000 экземпляров. Несмотря на то, что содержание книги вызывало разные отклики, по некоторым оценкам её идеи способствовали многим социальным реформам XX века. Заголовок «In Darkest England» перекликался с названием вышедшей незадолго до этого книги Генри Мортона Стэнли «In Darkest Africa» (1890). Британская публика в то время ознакомилась с повествованием Стэнли об условиях жизни в Африке. В своей книге Бут обосновывал, что условия жизни в трущобах Англии не лучше, чем в Африке. Для изменения ситуации Бут предлагал 29 социальных программ:240-242. Он хотел развить систему помощи больным, инвалидам, одиноким матерям, сиротам, заключённым, страдающим от алкоголизма, проституткам, трудоустройство для безработных, банки для бедных, ясли, детские сады и школы для брошенных детей, ремесленные училища, подготовку сестер милосердия и тому подобное:242. Определённую часть всего этого Армия спасения уже начинала вводить, но в небольшом масштабе. Так, в Лондоне к 1890 году было 5 ночлежных домов, больница для алкоголиков, ясли для детей и 33 убежища для бывших проституток, а также множество кухонь с дешёвой едой. Желанием Бута было значительное расширение подобной социальной работы, для чего он обращался к состоятельным читателям с призывом о финансировании. «Забота о бедных, — писал он, — это не только всеобщий долг, основополагающий принцип всех религий, но и инстинкт человечности»:243.
Бут предложил также программу создания трёх типов миссий — «колоний». Городские миссии должны были помочь людям со «дна общества» обрести прибежище и временную работу. Те, кто не мог обустраиваться в городе, могли перейти в сельские миссии. Более длительное пребывание в трудовой общине могло осуществляться на зарубежных территориях Британской империи:100-101.

#### Борьба с проституцией
Важное место в деятельности Армии спасения заняла борьба с проституцией. История этой борьбы началась, когда одна женщина рассказала, как обманным путём оказалась в борделе. Сержант Элизабет Коттрилл взяла её жить в свой дом, после чего убежище у неё стали искать другие женщины. Вскоре дом был переполнен. В конце 1884 года Армия спасения арендовала отдельный дом для женского приюта, руководить работой в котором была назначена Флоренс Сопер Бут, жена старшего сына Уильяма и Екатерины Брамвелла.
Общаясь с бывшими проститутками, Буты и их соратники узнали возмутительные факты о принуждении к проституции, в том числе о торговле детьми. В то время возраст сексуального согласия в Британии составлял 13 лет, но в проституцию попадали даже девочки более младшего возраста. В 1885 году Буты объединились с социальным реформатором Жозефин Батлер, которая сосредоточилась на решении этой проблемы. Екатерина Бут вела переписку с Жозефин Батлер и выступала вместе с ней на митингах. Брамвелл Бут и Уильям Томас Стед придумали план публичной огласки торговли детьми. Стед связался с бывшей смотрительницей борделя Ребеккой Джарретт, которая помогла организовать покупку 13-летней девочки Элизы Армстронг у её матери. Используя этот случай, Стед разоблачил торговлю детьми в серии статей газеты Pall Mall Gazette, первая из которых, опубликованная 6 июля 1885 года, называлась «Девичья дань современному Вавилону». Статьи Стеда вызвали большой общественный резонанс. Екатерина Бут, помимо участия в массовых митингах, также обратилась к премьер-министру Уильяму Гладстону и написала два письма королеве.
Буты создали петицию, которая в течение 17 дней собрала 393.000 подписей. Петиция, адресованная Палате общин, содержала требования: 1) повысить возраст сексуального согласия до 18 лет; 2) привлекать совратителей к уголовной ответственности; 3) дать право на обыск любого дома, в отношении которого есть подозрения в том, что там удерживаются девочки ниже возраста сексуального согласия или женщины любого возраста удерживаются против их воли; 4) утвердить равенство мужчин и женщин перед законом, в результате чего преступлением должно было бы рассматриваться склонение к безнравственности мужчинами женщин, а не только женщинами мужчин, как было ранее. Петиция длинной около двух миль, свёрнутая в огромный свиток и задрапированная цветами Армии спасения (жёлтым, красным и синим), была доставлена на Трафальгарскую площадь Лондона в сопровождении эскорта матерей и мужского кадетского оркестра, после чего на плечах восьми кадетов перенесена в Уайтхолл. Результатом этих инициатив стало принятие Акта о поправках к уголовному законодательству 1885 года. Возраст сексуального согласия был повышен до 16 лет.
В том же году Уильям Бут разработал «Новую национальную схему избавления беззащитных девочек и освобождения павших». План предполагал создание убежищ для жертв сексуальной эксплуатации. В Армии спасения были сформированы «полуночные спасательные бригады» для работы, названной «подвал, канава и чердак»: «спасательные бригады» ночами ходили искать проституток в места, где они могли быть, предлагая пойти в убежище и начать новую жизнь. С тех пор Армия спасения вовлечена в борьбу с торговлей людьми в целях сексуальной эксплуатации, продолжая эту работу и в настоящее время.

#### Борьба с пьянством и другими зависимостями
Армия спасения известна также борьбой с пьянством как одним из серьёзных пороков общества. История её включения в борьбу за трезвость во многом связана с личностью Екатерины Бут. Отец Екатерины был пьяницей. Хотя сперва он вступил в общество трезвости и зародил к этому интерес дочери, позднее, пережив кризис, стал злоупотреблять спиртными напитками. В 1853 году Екатерина услышала речь американского агитатора трезвости Джонa Бартоломью Гофa, которая побудила её к деятельности по исправлению алкоголиков. Екатерина же убедила Уильяма Бута полностью отказаться от употребления спиртных напитков. Твёрдое воздержание от спиртного Уильяма и Екатерины привело к тому, что Армия спасения стала одним из крупнейших в мире движений трезвости. После того, как появилась Христианская миссия, её правила указывали призывать всех её членов воздерживаться от употребления любых опьяняющих напитков. Данная установка сохранилась в «Военном кодексе» Армии спасения в форме строгого обещания о воздержании, которое вошло в солдатский завет — текст посвящения себя служению, который произносят все солдаты Армии спасения:577-578. Ни одна христианская церковь в то время не требовала полного воздержания от алкоголя не только от рядовых членов, но даже от служителей. Офицеры Армии спасения воздерживались также и от табака. В 1975 году в «Военный кодекс» было добавлено воздержание от курения:577. Полный текст этой части солдатского завета содержит обещание воздерживаться от алкогольных напитков, курения, наркотиков, азартных игр, порнографии, оккультизма и «всего, что может поработить тело или дух».
В современную эпоху Армия спасения продолжала сохранять свои ранние установки на воздержание от опьяняющих средств и проводить кампании, направленные на привлечение людей к трезвому образу жизни. Так, был образован центр в Коста-Рике для этих целей. Обсуждая проблему алкогольной зависимости, Армия спасения выделяет потребность человека в благодати Бога и изучение социальной динамики алкоголизма. В США Армия спасения запустила программу, известную как Harbour Light, для заботы о бездомных и нуждающихся, которые зависят от алкоголя. В 2014 году в США было 38 таких центров, а по всему миру насчитывался 191 центр реабилитации для взрослых, страдающих от алкоголизма. Изначально такие центры были сосредоточены на помощи мужчинам, но с признанием того, что женщины тоже страдают от алкоголизма, помощь распространилась и на них. Армия спасения также имеет центры помощи от наркотической зависимости и проводит кампании по просвещению против СПИДа.

### Распространение за рубежом
С 1880-х годов Армия спасения стала распространять свою деятельность за рубежом Англии: в США, Австралии, Франции, Индии, Канаде, Южной Африке, Германии, Швеции и других странах:104. К началу Первой мировой войны деятельность Армии спасения охватывала 59 стран, в которых работали более 79.000 офицеров. В ночлежках, школах, больницах Армии спасения этого периода времени имелось 37.000 постоянных мест, 1115 мест было в детских домах, 1173 — в приютах для женщин и девочек:104. По другим данным в начале XXI века численность работников Армии спасения насчитывала более 2 миллионов человек, которые постепенно охватили 109 стран. Современная Армия спасения насчитывает примерно 3 миллиона человек:114, включая волонтёров и верующих, которые ещё не стали солдатами. Численность офицеров составляет порядка 30.000 (по данным на 2005 год). Согласно информации на международном сайте Армии спасения, сейчас она охватывает работой более 130 стран. Штаб-квартира международной организации находится в Лондоне.

## Убеждения

### Доктрина Армии спасения
Армия спасения позиционирует себя и формулирует свою основную миссию следующим образом: 
«Армия спасения — это международное движение, которое является евангелической ветвью вселенской Христианской Церкви. Её послание основано на Библии. Её служение побуждается любовью Бога. Её миссия — проповедовать Евангелие Иисуса Христа и удовлетворять человеческие нужды во имя Его без дискриминации».
Доктрина Армии спасения основана на евангелизме с акцентом на христианской этике. Её учение о грехе и искуплении базируется на протестантском богословии. В протестантизме доктрина Армии спасения имеет сходство с доктринами методизма и квакерства. Ранние последователи Армии спасения ощущали свою близость к квакерам и их основателю Джорджу Фоксу, жившему двести лет ранее. Уильям Бут находился под влиянием учения Джона Уэсли и был убеждённым уэслианцем. Доктрина Армии спасения наследовала у уэслианского богословия идею достижения освящения верующих и стремление к святой жизни, которое позволяет относить Армию спасения к Движению святости. Вслед за Уэсли Бут верил в «свободное спасение для всех людей и полное спасение от всех грехов»:2.
На развитие духовности и доктрины Армии спасения также оказали влияние американские проповедники Движения святости. Уильям Бут был впечатлён методистским ривайвелистом Джеймсом Кохеем:9-10. Екатерина Бут очень симпатизировала Фиби Палмер, одной из основательниц Движения святости, которая была проповедницей. Основатели Армии спасения также разделяли взгляды американского ривайвелиста Чарльза Финнея. В ранний период истории Армии спасения учение о святости излагал Самюэль Бренгл, ставший комиссаром и написавший книгу «Helps to Holiness» («Помощь в святости») (1896), которая оказывала влияние на духовность членов Армии спасения.
Основы вероучения Армии спасения были изложены в 11 доктринах в период основания Армии и остаются неизменными до сих пор:
1. Мы верим, что Священное Писание Ветхого и Нового Заветов даны нам по вдохновению от Бога и что только в них состоит Божественный закон христианской веры и жизни.
2. Мы верим, что существует только один Бог, бесконечно совершенный, Творец, Хранитель и Правитель всего сущего, который является единственным истинным объектом религиозного поклонения.
3. Мы верим, что Бог един в трех лицах: Отце, Сыне и Святом Духе, неразделимых по существу и равных в силе и славе.
4. Мы верим, что в личности Иисуса Христа объединены божественная и человеческая природа, поэтому Он есть полностью и истинно Бог, как и полностью и истинно человек.
5. Мы верим, что наши прародители были созданы невинными, но из-за своего непослушания потеряли чистоту и счастье. Вследствие их грехопадения все люди стали грешниками, полностью порочными, и как таковые по справедливости терпят гнев Божий.
6. Мы верим, что Иисус Христос через Свои страдания и смерть принес искупление всему миру, и что каждый, кто хочет, может быть спасен.
7. Мы верим, что покаяние перед Богом, вера в Господа нашего Иисуса Христа и возрождение Духом Святым необходимы для спасения.
8. Мы верим, что оправданы благодатью через веру в Господа нашего Иисуса Христа, и что тот, кто верует, имеет свидетельство в себе самом.
9. Мы верим, что сохранение спасения зависит от постоянства веры и послушания Христу.
10. Мы верим, что у всех верующих есть привилегия стать освященными во всей полноте и что дух, душа и тело во всей целости могут сохраниться без порока в пришествие Господа нашего Иисуса Христа.
11. Мы верим в бессмертие души, в воскрешение тела, в Судный День в конце света, в вечное блаженство праведных и вечное наказание упорствующих в грехе.

Восьмая, девятая и десятая доктрины этого списка отражают идеи уэслианского богословия. Девятый пункт подчёркивает уэслианское беспокойство по поводу учения о спасении однажды и навсегда. Уильям Бут допускал возможность отпадения от веры христиан и поэтому настаивал на сохранении спасения посредством постоянства веры и послушания Христу.

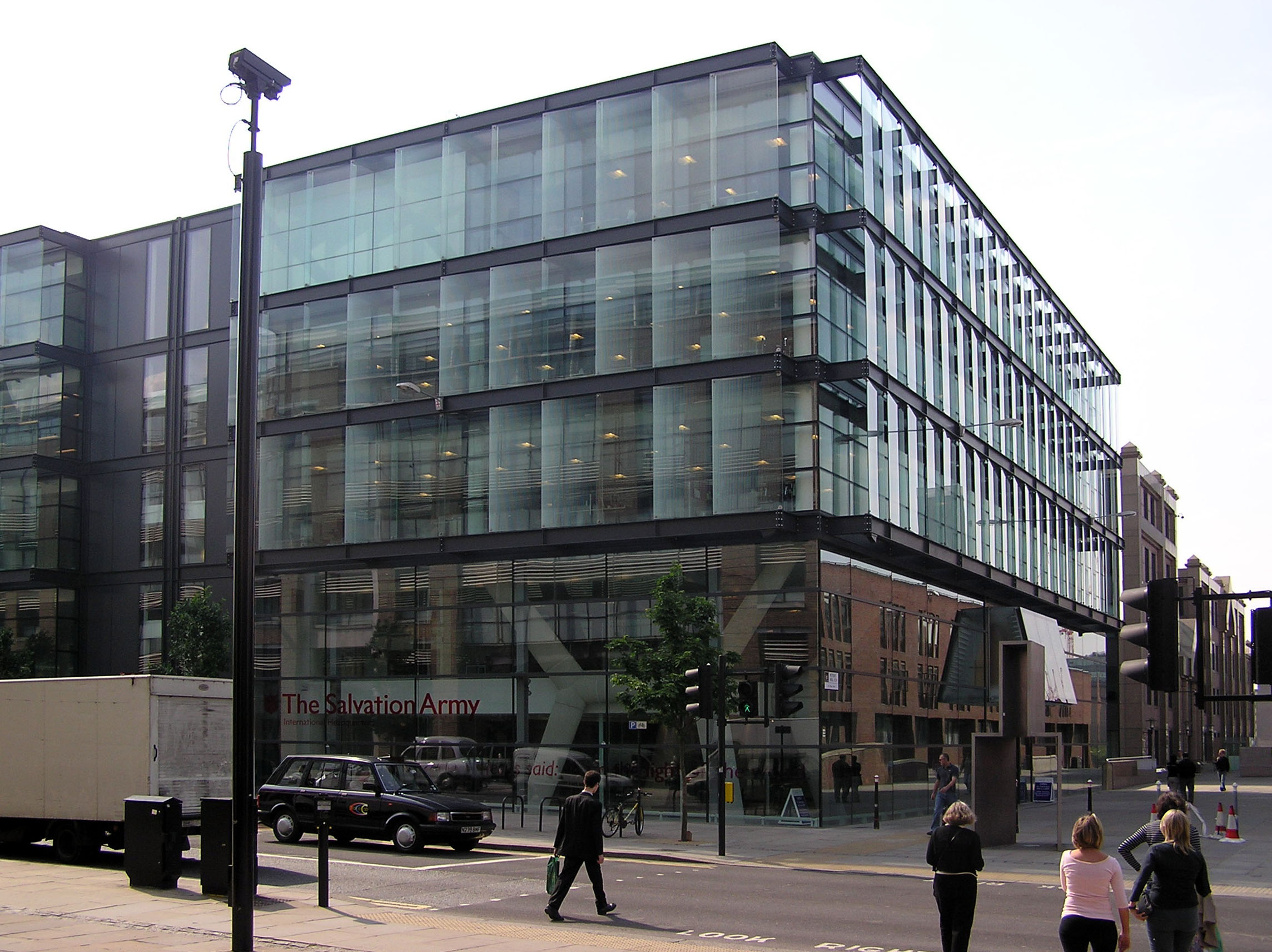
Штаб-квартира Армии спасения в Лондоне

Особенностью доктрины Армии спасения, которая сближает её с квакерами, является то, что, рассматривая обретение благодати внутренним актом, она не совершает церковных таинств, включая крещение и причастие. Решение об отказе от таинств было объявлено Уильямом Бутом 2 января 1883 года. В этом решении на него особенно повлияли его жена Екатерина, которая опасалась, что в сознании народа таинства могут подменять практическую святость внешними действиями, а также комиссар Джордж Скотт Рейлтон, выступавший против церковных церемоний. Пример квакеров уже создавал прецедент такого отказа, но для Бута определяющую роль играло уэслианство. Бут верил, что в результате обращения верующий имеет прямое общение с Богом, независимо от внешних церковных действий:485-487. Некоторые авторы предполагают практические причины отказа от причастия, объясняя это тем, что Армия спасения обращала к вере алкоголиков, которым совершенно нельзя пить вино. Норман Мердок, однако, считает вероятным связать это со служением женщин, из рук которых прихожане не пожелали бы принимать причастие.
В официальном документе доктрины Армии спасения утверждается, что Святой Дух присутствует в жизни тех, кто исповедует веру в Иисуса Христа и откликается на призыв ученичества, и что Божья благодать доступна в любое время, в любом месте и не связана необходимыми ритуалами. Армия спасения не отвергает совершение таинств самих по себе, а лишь считает это внешними знаками внутренней реальности, не являющимися необходимыми для спасения. В контексте такого понимания Армия спасения практикует собственные ритуалы, которые, согласно её учению, указывают на те же самые внутренние реальности, что и традиционные таинства, такие как крещение и Вечеря Господня. Точно так же членам Армии спасения не запрещается участвовать в совершении таинств других церковных общин:487. Богослужение Армии спасения представляет собой проповеди, молитвы и песнопения, исторически практикуется публичное покаяние, а также практикуется ряд собственных церемоний, таких как посвящение в солдаты и офицеры. Желающие вступить в Армию спасения и стать её солдатами дают обещание быть верными Богу, служить Богу и людям, а также берут на себя обязательства солдатского завета.

### Участие женщин и равенство полов
Другой особенностью Армии спасения, которая в конце XIX века была необычна, стало равноправное отношение к женщинам:102. Во многом оно сложилось благодаря влиянию Екатерины Бут, которая отстаивала убеждение, что женщина перед Богом равна мужчине, и что женщина обладает такими же духовными способностями, как и мужчина. В 1859 году вышел памфлет Екатерины «Female Ministry: Woman’s Right to Preach the Gospel» («Женское служение: право женщин проповедовать Евангелие», в работах на русском языке это название переводится как «Женское духовенство»), где она развивала эти идеи применительно к церковному служению. После смерти Екатерины Уильям назвал её «матерью Армии спасения». Историки Г. С. Остапенко и О. В. Чернышева в публикации об Армии спасения по этому поводу отмечают:98: 
«До появления этой церкви трудно назвать религиозную организацию, которая, помимо „отца“ как её руководителя, имела бы ещё и „мать“, учитывая, что речь шла о викторианской Англии, когда церковное феминистское движение только зарождалось». 
В 1895 году Уильям Бут обратился к лидерам Армии спасения со словами: «К женщинам следует относиться как равным мужчинам во всех интеллектуальных и социальных отношениях в жизни». С 80-х годов XIX столетия до настоящего времени женщины составляют более половины офицерского состава Армии спасения:102. Женщины-офицеры несут такое же пасторское служение как и мужчины. Супруги, служащие в Армии спасения, получают одинаковые офицерские звания. Женщина может стать генералом. Первой женщиной-генералом международной Армии спасения в 1934 году стала дочь Уильяма и Екатерины Бут Евангелина:104.
Современная Армия спасения выражает свою позицию о равенстве полов в заявлении против сексизма, где утверждает, что мужчины и женщины сотворены по образу Бога и равны в своей ценности, и отвергает любые взгляды о подчинение одного пола другим. В библейском обосновании этой позиции отмечается, что равенство двух полов утверждено Богом при сотворении, а слово «помощник», применённое к женщине, означает того, кто спасает в случае нужды, и применяется также к Богу. Господство мужчин над женщинами, согласно этой позиции, возникло в результате грехопадения, но в церкви должно быть восстановлено равенство полов.

### Философия социального служения
Армия спасения стала одновременно религиозной и благотворительной организацией, что лежит в основе её социального служения. В качестве примера утверждения социального служения можно привести заявление Армии спасения в США, где декларируется, что мотивацией Армии спасения является любовь к Богу, а целью — продвижение дела Христа в мире на двух уровнях: духовном и социальном. Получатели помощи Армии спасения не обязаны принимать её религиозные убеждения: помощь оказывается на основании того, что люди в ней нуждаются. В прошлом существовали разногласия между Армией спасения и ранними благотворительными обществами Англии и США о различиях «бедных» и «достойных бедных». «Достойными бедными» называли людей, которые «бедны, но обладают хорошими качествами и не ответственны за то, что у них мало денег». Такие люди считались заслуживающими помощи. Армия спасения отказалась проводить различия между нуждающимися людьми, по крайней мере, до тех пор, пока им не оказана безотлагательная помощь. Вместе с этим, Армия спасения считает, что, за исключением такого рода помощи, получатель должен принимать участие в решении своей проблемы, но от человека ожидается разумное и соответствующее его возможностям участие. Этот подход был принят для того, чтоб избежать зависимости людей от предоставляемой им помощи:528-529.

### Позиционные заявления
Кроме неизменной доктрины Армии спасения, существует ряд позиционных заявлений по некоторым моральным и социальным вопросам. Эти заявления вырабатываются Международным советом по моральным и социальным вопросам. Они формулируют официальную точку зрения Армии спасения, которую должны выражать офицеры, но не обязаны разделять все связанные с Армией спасения лица. Эти заявления могут пересматриваться и отражают точку зрения в определённый момент. Они снабжены библейскими, богословскими и научными аргументами и предназначены для информации и рекомендаций верующим, которые принадлежат Армии спасения, но ничего не требуют от нуждающихся в помощи людей, которые не дискриминируются из-за несогласия с этой позицией. По состоянию на 2021 год на международном сайте Армии спасения размещены следующие позиционные заявления: об абортах, о смертной казни, об эвтаназии и ассистированном суициде, о защите окружающей среды, о беженцах и просителях убежища, о расизме, о сексизме, о современном рабстве и торговле людьми, о миротворчестве, о лицах с ограниченными возможностями, о коррупции, об алкоголе, об игре в азартные игры, о порнографии, о предотвращении самоубийств, об отношениях Армии спасения и государства, об использовании власти, о соблюдении шаббат (дня отдыха) и о поклонении предкам.

## Символика и атрибутика
Будучи религиозной организацией, устроенной по типу армии, Армии спасения имеет свою символику. По замыслу создателей Армии спасения, армия символизирует веру в то, что христиане ведут духовную войну. С самого начала, когда Уильям Бут и его соратники встретились, чтоб реорганизовать Христианскую миссию в Армию спасения, они заявили: «Христианская миссия собралась на конгресс, чтобы начать войну. Это создало Армию спасения для того, чтобы нести кровь Христа и огонь Святого Духа во все уголки мира». В первом выпуске их журнала, который назывался «The Salvationist», юная Армия описывалась как «народ Божий», объединившийся «самым эффективным и действенным способом для освобождения пленённого мира».

Флаг Армии спасения (англоязычная версия)

Символика крови Христа и огня Святого Духа была положена в основу флага Армии спасения. Солдаты Армии спасения восприняли себя в качестве «солдат Иисуса Христа», которые ведут войну против греха и социальных зол. Флаг Армии спасения стал символом этой войны. Он представляет собой тёмно-красное (малиновое) полотно с синим обрамлением и восьмиконечной жёлтой звездой со словами «Кровь и огонь» в центре. Тёмно-красный фон флага символизирует пролитие крови Иисуса Христа, жёлтый цвет звезды — огонь Святого Духа, а синее обрамление флага — чистоту и святость Бога Отца. Флаг был разработан Екатериной Бут в 1878 году и подарен корпусу Ковентри. В первоначальной версии в центре было изображено жёлтое солнце. Оно было изменено на звезду в 1882 году:102, когда представители Армии спасения отправились в Индию и опасались оскорбить народ Парсов, для которых солнце является священным символом:174-175.
Флаг Армии спасения почитался как «символ преданности Великому Царю на небесах и делу спасения». Под этим знаменем все вступавшие в Армию давали обещание придерживаться самоограничения и посвящать себя служению:102. Такая традиция своеобразной присяги сохраняется в Армии спасения до сих пор. Флаг используется по особым случаям. Помимо посвящения солдат, со знаменем проводятся свадьбы, похороны, марши, собрания под открытым небом, проводы на пенсию и тому подобное.

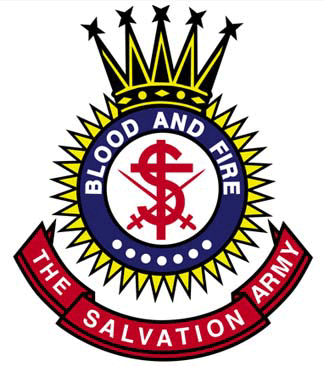
Герб Армии спасения (англоязычная версия)

 У Армии спасения есть также герб. В центре герба изображён крест, символ распятия Иисуса Христа. Поверх креста начертана буква S (или аналогичная по смыслу в другом языке), подразумевающая христианское спасение (salvation). Кроме того, там же изображены скрещённые мечи, указывающие на духовную войну. Эта эмблема окружена синей окружностью, которую обрамляют жёлтые лучи, символ Святого Духа. Внизу окружности изображены семь точек, которые символизируют евангельские истины. В верхней части окружности начертаны те же самые ключевые слова «Кровь и огонь», а также размещена корона, которая символизирует ожидание небесной награды от Бога. Герб был разработан капитаном Армии спасения Уильямом Эбдоном в 1878 году:127, но единственным изменением стало добавление короны.
Служащие Армии спасения часто носят униформу. Определённый дресс-код существовал уже в «Христианской миссии»: до реорганизации по типу армии это были «простые платья» и «маленькие шляпки квакерского типа» для женщин и «костюмы церковного покроя, с сюртуками, высокими шляпами и черными галстуками» для мужчин:42. Замысел формы по военному образцу озвучил комиссар Элайдж Кэдман, который на «Военном Конгрессе» 1878 года заявил, что хотел бы иметь костюм, позволяющий понимать, что он «вооружён до зубов» для войны за спасение мира:102.

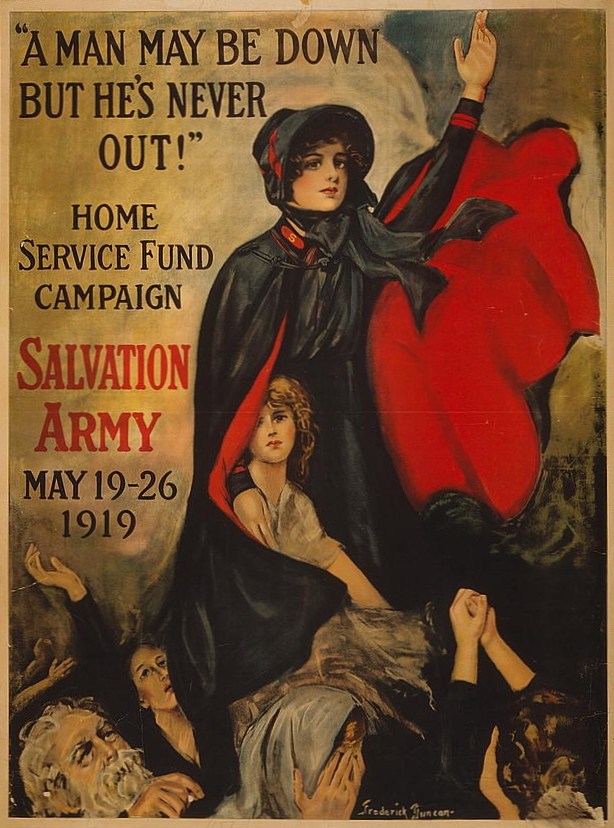
Плакат Армии спасения с женщиной в капоте во время Первой мировой войны

 В том же году Екатерина Бут изложила принципы, какой должна быть форма одежды, подчёркивая необходимость скромности и уважения обычаев:582. Она разработала женский головной убор, который должен был быть «дешёвым, прочным и достаточно большим, чтобы защищать головы носящих от холода, а также от кирпичей и других метательных предметов», которыми в то время забрасывали женщин противники Армии спасения:46. Такой капот, впервые появился во время празднования серебряной свадьбы Уильяма и Екатерины в 1880 году. Женщины Армии спасения носили его до второй половины XX века, когда он стал заменяться форменными шляпками. В 1881 году уже вводилась военная форма мужчин и женщин, а к 1892 она стала стандартом для всех солдат и офицеров Армии спасения:36, 583.
Вид униформы служащих Армии спасения может различаться в зависимости от региона. Известна униформа тёмно-синего цвета, у солдат — с погонами синего цвета и без эмблем, у офицеров — с погонами красного цвета и с эмблемой в виде герба, а также с петлицами с первой буквой слова «спасение», с нарукавными знаками в виде красного щита с названием организации, с фуражками у мужчин и со шляпками у женщин. В некоторых регионах учитываются культурные и климатические особенности. Так, в Индии женщины солдаты и офицеры носят индийские сари, а на территории тропиков — униформа белого цвета:583.

## Армия спасения в России
Армия спасения начала работать в Российской империи с 1913 года. Тогда в Санкт-Петербурге была открыта Всероссийская гигиеническая выставка, на которой в павильоне Финляндии организация получила отдельную комнату, где смогла предоставить информацию о своей социальной и благотворительной деятельности. В июле 1913 года начал издаваться её иллюстрированный журнал на русском языке «Вестник спасения». Весной 1914 года прошло её первое уличное шествие в Санкт-Петербурге. Первое посвящение в солдаты Армии спасения в России состоялось в декабре 1914 года. В годы Первой мировой войны она оказывала помощь беженцам. В Петербурге раздавались бесплатные обеды, а также на Рождество раздавались продовольствие и одежда:106-109:474.
После февральской революции открылось больше возможностей для работы. Армия спасения имела два детских дома, два приюта и один пансионат для престарелых женщин. 16 сентября 1917 года официально было открыто русское отделение организации. Но октябрьская революция 1917 года значительно усложнила работу:109-110. Несмотря на трудности, в сентябре 1918 года прошёл российский съезд движения в Петербурге. 17 октября 1918 года в здании Политехнического музея прошло первое публичное собрание в Москве. Но 11 ноября правительство закрыло штаб-квартиру в Петербурге. Работа организации в то время осуществлялась в условиях обысков, допросов, арестов и конфискации имущества, которые в 1918 году стали систематическими. После Кронштадтского восстания положение стало ещё тяжелее. 10 членов Армии спасения были арестованы и пробыли в заключении некоторые две недели, некоторые до трёх лет. 3 апреля 1922 года неожиданно было получено разрешение на регистрацию, но период свободы был кратким:111-113. 7 февраля 1923 года комиссариат внутренних дел принял решение о запрете организации. Три недели спустя ЦК РКП(б) постановил «ликвидировать секту как антисоветскую организацию»:475-476. Так в 1923 году Армия спасения прекратила свою деятельность в советской России.
В конце 1980-х годов перемены, произошедшие в Восточной Европе, открывали новые возможности для работы, связанной в то время с СССР. Так, Армия спасения организовала летний отдых в Норвегии для детей, пострадавших от Чернобыльской ядерной катастрофы 1986 года. В 1988 году миссия в Швеции собрала 400 тысяч крон в помощь жертвам землетрясения в Армении. В 1991 году после многолетнего запрета первое отделение Армии спасения в России (тогда ещё на территории СССР) было открыто в Ленинграде. Оно было официально зарегистрировано 28 мая. 3 ноября 1991 года состоялось собрание религиозной организации в Москве, проведённое в Политехническом музее, где проходило первое московское собрание в 1918 году. 6 мая 1992 года было учреждено Московское отделение:477-479.
Летом 1992 года Армия спасения занималась раздачей продовольственных пайков, полученных из Европы, которые ежедневно раздавались тысячам нуждающихся. Была также запущена программа по уходу за пожилыми людьми на дому. Организовывались детские лагеря. Появились первые русские кадеты. 12 июня 1993 года прошло первое рукоположение офицеров. Некоторые солдаты перебирались в другие российские города, чтобы заложить там основу служения. Миссия стала также посещать Бутырскую тюрьму в Москве и тюрьму в Санкт-Петербурге, где была создана постоянная служба капелланов. В 1999 году массы людей бежали от войны в Чечне в Ингушетию, и Армия спасения организовала программу кормления чеченских детей. При поддержке международных доноров в рамках этой программы была оказана помощь 85 тысячам детей. Кроме того, были открыты палаточные школы для 1100 детей:479-482. К концу 1990-х годов в России работало 22 корпуса (общины) движения.
В 1999 году Московское отделение Армии спасения не смогло пройти перерегистрацию. Отказ в перерегистрации поставил его под угрозу ликвидации. Московское отделение оспаривало решения судов низших инстанций и обратилось в Конституционный суд Российской Федерации и Европейский суд по правам человека. 7 февраля 2002 года Конституционный суд постановил, что религиозная организация не может быть ликвидирована только потому, что не прошла перерегистрацию. 5 октября 2006 года ЕСПЧ принял решение в пользу заявителей по делу «Moscow Branch of the Salvation Army v. Russia» («Московское отделение Армии спасения против России»). Суд постановил, что отказом в перерегистрации Московскому отделению Россия нарушила Европейскую конвенцию по правам человека: статью 9, гарантирующую свободу вероисповедания, и статью 11, гарантирующую свободу объединений, читаемую в свете статьи 9.
В настоящее время в России зарегистрировано 13 организаций Армии спасения. По состоянию на 2022 год на сайте движения в России указаны отделения: в Москве, Санкт-Петербурге, Великом Новгороде, Мурманске, Петрозаводске, Владивостоке, Симферополе, Ялте, Ростове-на-Дону, Азове, Волгограде, Воронеже, Элисте. Согласно информации, опубликованной на официальных сайтах, в настоящее время Армия спасения в России имеет статус отдельного командования под руководством подполковника Александра Харькова.